# 高山忠雄
高山 忠雄（たかやま ただお、1904年6月24日 - 1980年7月1日）は、東京都出身のサッカー選手、教育者。

## 人物
東京都生まれ。御影師範附属小時代にサッカーを覚え、兵庫県立第一神戸中学校（神戸一中、現：兵庫県立神戸高等学校）時代には第1回日本フートボール優勝大会（1918年）に出場した。白洲次郎は神戸一中サッカー部の1年先輩に当たる。
1921年に神戸一中を卒業。第八高等学校を経て、東京帝国大学文学部に入学し、快足のフォワードとして活躍。1927年10月に開催された第4回明治神宮競技大会兼ア式蹴球全國優勝競技會（第7回天皇杯全日本サッカー選手権大会）に神戸一中および東京帝大の後輩にあたる若林竹雄らと共に神戸一中クラブのメンバーとして出場して大会優勝に貢献した。
1930年5月に開催された第9回極東選手権競技大会のサッカー日本代表に選出されて2試合に出場、2戦目の中華民国戦で1得点をあげ、大会優勝に貢献した。
1931年に大学を卒業した後は外務省、文部省、浜松工業専門学校（現・静岡大学）教授などを経て、1948年から1965年までの18年間、母校である兵庫県立神戸高校の校長を務めた。戦後復興期の新制高校としての土台作りに尽力する一方でサッカー部の指導にも情熱を注ぎ、自らプレーの模範を示して全国選手権やインターハイに何度もチームを導き、大仁邦彌、細谷一郎などの日本代表選手を育てた。
1965年4月より武庫川女子大学の教授、1972年より宝塚市の教育長を歴任した。1980年7月、東京都で死去した。

## 所属クラブ
- 兵庫県立第一神戸中学校
- 第八高等学校
- 東京帝国大学

## 代表歴

### 出場大会
- 第9回極東選手権競技大会

### 試合数
- 国際Aマッチ 2試合 1得点(1930)

| 日本代表 | 国際Aマッチ | 国際Aマッチ | その他 | その他 | 期間通算 | 期間通算 |
| 年       | 出場        | 得点        | 出場   | 得点   | 出場     | 得点     |
| -------- | ----------- | ----------- | ------ | ------ | -------- | -------- |
| 1930     | 2           | 1           | 0      | 0      | 2        | 1        |
| 通算     | 2           | 1           | 0      | 0      | 2        | 1        |

### 出場
| No. | 開催日         | 開催都市 | スタジアム         | 対戦相手   | 結果 | 監督     | 大会       |
| --- | -------------- | -------- | ------------------ | ---------- | ---- | -------- | ---------- |
| 1.  | 1930年05月25日 | 東京都   | 明治神宮外苑競技場 | フィリピン | ○7-2 | 鈴木重義 | 極東選手権 |
| 2.  | 1930年05月29日 | 東京都   | 明治神宮外苑競技場 | 中華民国   | △3-3 | 鈴木重義 | 極東選手権 |

### 得点数
| No. | 開催日         | 開催都市 | スタジアム         | 対戦相手 | 結果 | 大会       |
| --- | -------------- | -------- | ------------------ | -------- | ---- | ---------- |
| 1.  | 1930年05月29日 | 東京都   | 明治神宮外苑競技場 | 中華民国 | △3-3 | 極東選手権 |